# Alexandru cel Bun, Soroca
Alexandru cel Bun este un sat din componența comunei Volovița din raionul Soroca, Republica Moldova.

## Etimologie
Numele satului este un oiconim simbolic, evocând numele lui Alexandru cel Bun, domnitorul Moldovei (1400-1432).

## Istorie
Satul a fost înființat în anul 1924 de țăranii împroprietăriți cu pământ în cadrul reformei agrare din Basarabia din 1918-1924. Aici s-a născut Emilian Coțaga, doctor în medicină, al cărui nume îl poartă Spitalul Republican pentru Copii din Chișinău.

## Geografie
Satul are o suprafață de circa 0,86 kilometri pătrați, cu un perimetru de 5,05 km. Localitatea se află la distanța de 7 km de orașul Soroca și la 148 km de Chișinău.

## Demografie
La recensămîntul din anul 2004, populația satului Alexandru cel Bun constituia 596 de oameni, dintre care 51,17% - bărbați și 48,83% - femei.

### Structura etnică
Structura etnică a satului Alexandru cel Bun conform recensământului populației din 2004:
| Grup etnic                    | Populație | % Procentaj |
| ----------------------------- | --------- | ----------- |
| Băștinași declarați Moldoveni | 590       | 98,99       |
| Ucraineni                     | 2         | 0,34%       |
| Ruși                          | 2         | 0,34%       |
| Găgăuzi                       | 2         | 0,34%       |
| Total                         | 596       |             |